# ベルジラーテ
ベルジラーテ（伊: Belgirate）は、イタリア共和国ピエモンテ州ヴェルバーノ・クジオ・オッソラ県にある、人口約500人の基礎自治体（コムーネ）。

## 地理

### 位置・広がり
| 隣接するコムーネは以下の通り。括弧内のVAはヴァレーゼ県、NOはノヴァーラ県所属を示す。 - ベゾッツォ (VA) - ブレッビア (VA) - イスプラ (VA) - レッジューノ (VA) - レーザ (NO) - モンヴァッレ (VA) - ストレーザ (VB) |